# &Team
Gli &Team sono un gruppo musicale giapponese maschile formatosi nel 2022 e composto da nove membri: K, Fuma, Nicholas, EJ, Yuma, Jo, Harua, Taki e Maki.

## Storia

### 2020-2022: Formazione
Nel 2020 K, Nicholas, EJ e Taki partecipano al talent show sudcoreano I-Land nel 2020.
Nel Luglio 2022 comincia la trasmissione del talent show giapponese &Audition – The Howling in cui sono scelti altri cinque membri, Fuma, Yuma, Jo, Harua e Maki oltre a K, Nicholas, EJ e Taki, già scelti in precedenza dalla casa discografica HYBE, per formare gli &Team.

### 2022-2023: Debutto
Nel Novembre 2022 inizia il varietà del gruppo, &Team Gakuen, in cui si mostra il loro percorso verso il debutto insieme ad interviste a vari ospiti.
Il 21 novembre esce il loro primo singolo, Under the Skin, mentre il 7 dicembre l'ensemble pubblica il loro primo EP, First Howling: Me che si classifica al primo posto della classifica giapponese Oricon ed è certificato platino dalla RIAJ per aver venduto più di 250.000 copie.
Dal maggio al giugno 2023 gli &Team intraprendono il loro primo tour giapponese di fanmeeting, &Team Fantour Luné Mare: Tsuki-Nami. il 7 maggio il gruppo distribuisce il brano "Blind Love" usato come sigla del dorama Dr. Chocolate.
Il 14 giugno l'ensemble pubblica il loro secondo EP, First Howling: We, invece, il 15 novembre esce il loro primo album in studio,  First Howling: Now, entrambi classificati primi nella classifica musicale Oricon e certificati platino dalla RIAJ.

### 2024: Primo tour, "Samidare","Aoarashi", "Jyuugoya"  e "Yukiakari"
Il 21 gennaio 2024 gli &Team intraprendono il loro primo tour, First Paw Print, tenutosi in sette città giapponesi e una sudcoreana.
L'8 Maggio il gruppo pubblica il loro primo single album, Samidare che è certificato doppio platino dalla RIAJ per aver venduto più di 500.000 copie, mentre, il 7 agosto distribuiscono il loro secondo single album, Aoarashi, anch'esso certificato doppio platino.
Il 20 luglio inizia il secondo tour del complesso, Second To None, il primo nelle arene.
Il 31 agosto  è annunciato che il gruppo avrebbe cantato la sigla di apertura, intitolata Beat the Odds, dell'anime Trillion Game, mentre, il 3 dicembre viene reso noto che l'ensemble si occuperà delle sigle di apertura e di chiusura dell'anime Honey Lemon Soda.
Il 18 dicembre esce il secondo album in studio del gruppo, Yukiakari, anch'esso certificato doppio platino per aver venduto più di 500.000 copie dalla RIAJ.

### 2025: Ya Boy Kongming! THE MOVIE" e "Go in Blind"
Il 7 gennaio 2025 inizia il primo podcast a cadenza settimanale della formazione in collaborazione con l'emittente televisiva giapponese TV Tokyo intitolato &TEAM's"go En ga atte, shi ~yaberasetemorattemasu.
Il 23 aprile esce il terzo singolo del gruppo chiamato Go Blind che è certificato triplo platino dalla RIAJ per aver venduto più di 750.000 copie, mentre, il 25 dello stesso mese viene distribuito nelle sale il lungometraggio "Ya Boy Kongming! THE MOVIE" adattamento del manga giapponese Ya Boy Kongming! dove gli &Team appaiono come attori.
Iniziando dall'aprile del 2025 l'ensemble conduce il programma radiofonico &Team No Orunaitonippon X ogni ultimo venerdì del mese.
Il 10 maggio il gruppo intraprende il loro terzo tour, Awaken the Bloodline.

## Formazione
- K
- Fuma
- Nicholas
- EJ
- Yuma
- Jo
- Harua
- Taki
- Maki

## Discografia

### Album in studio
- 2022 - First Howling: Now
- 2024 - Yukiakari

### EP
- 2022 - First Howling: Me
- 2023 - First Howling: We

### Singoli
- 2024 - Samidare
- 2024 - Aoarashi
- 2025 - Go in Blind

## Filmografia

### Cinema
- Ya Boy Kongming! THE MOVIE (2025)[17]

### Televisione
- &Audition –The Howling– - Talent show (2022)[20]
- &Team Gakuen - Varietà (2022-2024)[3]
- ALL!Light! &TEAM ~Operation LUNÉ~ - Varietà (2025)[21]

### Podcast
- &TEAM's"go En ga atte, shi ~yaberasetemorattemasu (2025)[22]

### Radio
- &Team No Orunaitonippon X [18]

## Riconoscimenti
- Asia Artist Awards
  - 2023 - Premio best choice[23]
  - 2023 - Miglior premio emotivo per musica[24]
  - 2023 - Candidatura premio popolarità cantanti maschili[25]
- Asia Star Entertainer Awards
  - 2025 - Premio platino[26]
- The Fact Music Awards
  - 2025 - Premio generazione globale[27]
- Japan Gold Disc Awards
  - 2023 - Premio migliori 5 nuovi artisti[28]
  - 2025 - Premio miglior album per Yukiakari[29]
- MTV Video Music Awards Japan
  - 2025 - Premio buzz artist[30]
- Universal Superstar Awards
  - 2025 - Premio universal nuova generazione maschile[31][32]